# Analisi congiunta
L'analisi congiunta, o in inglese conjoint analysis è una tecnica statistica multivariata che ha origine dalla psicologia matematica. Viene utilizzata nelle discipline conosciute come scienze sociali e nelle scienze applicate tra cui il marketing, il product management, e la ricerca operativa.
Fu sviluppata nei primi anni '70 dal professor Paul Green e da V. R. Rao alla Wharton School presso l'Università della Pennsylvania. Da allora ha conosciuto un interesse crescente sia dal settore accademico che da quello privato. Ai giorni nostri viene utilizzata nelle scienze sociali e in quelle applicate, tra cui il marketing, lo sviluppo dei prodotti e le ricerche di mercato in genere. 

## Obiettivi
L'obiettivo principale di un'analisi congiunta è quello di determinare qual è la combinazione preferita di attributi riferiti ad un prodotto o servizio sottoposto ad analisi, a partire dalla valutazione di una serie di proposte. Infatti viene anche chiamata modello composizionale multi-attributo.
Lo studio degli effetti combinati sui consumatori degli elementi che compongono un prodotto o un servizio permette di estrapolare l'importanza relativa di tali elementi. Perciò, essendo un modello additivo, permette la stima delle utilità totali per i diversi profili o le combinazioni degli attributi, e di conseguenza, consente l'identificazione della configurazione ottimale per un prodotto o un servizio nuovo o già esistente.

## Metodologia
Le ricerche basate sull'analisi congiunta richiedono ai partecipanti di effettuare delle scelte (o trade-off). L'analisi di queste scelte permette di calcolare l'importanza relativa dei componenti o livelli degli attributi testati. Per potenziare la capacità discriminanti dell'analisi congiunta è buona norma segmentare i partecipanti in gruppi omogenei in base alle caratteristiche sociodemografiche (es: maschi vs. femmine), ai loro comportamenti (es: forti consumatori vs. deboli consumatori di un prodotto), i loro sistemi di valori (es: favorevoli vs contrari all'aborto terapeutico) e/o altri fattori.
Dal punto di vista metodologico, fattori chiave per la definizione corretta di un modello di analisi congiunta sono:
- l'insieme degli attributi che connotano il prodotto sia esaustivo
- gli attributi scelti siano indipendenti in senso statistico

Vi sono numerosi approcci nella realizzazione di uno studio di analisi congiunta, soprattutto in relazione ai tipi di algoritmi utilizzati nei modelli di raccolta dei dati (profilo completo o full profile, profilo parziale o partial/incomplete profile) nella costruzione dei disegni (fattoriali completi, parziali, ecc.), nei compiti richiesti ai rispondenti (valutazione, classificazione, scelta tra alternative, ecc.) e nell'elaborare i dati raccolti.
I software disponibili per le analisi congiunte tradizionali sono:
- SAS con modulo STAT
- SPSS con modulo aggiuntivo (http://www.spss.com/conjoint/)
- Sawtooth Software (http://www.sawtoothsoftware.com)
- R (http://www.r-project.org)
- R-sw software (https://www.rsw-software.com/)

## Marketing
Nel marketing l'analisi congiunta è usata frequentemente per valutare l'accettazione di un nuovo progetto di prodotto (o servizio) da parte dei consumatori e stimare l'effetto della pubblicità. Viene anche usata nel posizionamento dei prodotti, ma questa applicazione suscita alcune perplessità (vedi gli svantaggi).
Recentemente, sono state usate nel marketing nuove alternative, come gli algoritmi genetici.
L'obiettivo di una conjoint analysis è determinare quale combinazione di un numero limitato di attributi ha il maggior impatto sulle scelte dei consumatori, sia in termini di decision making che di comportamento d'acquisto. Viene sottoposto ai rispondenti un set di prodotti o servizi potenziali e in base alle preferenze tra i prodotti/servizi mostrati viene calcolato il valore implicito dei singoli elementi che contribuiscono a determinare la scelta. Questi elementi impliciti (utility) vengono successivamente utilizzati per creare dei modelli che sono in grado di stimare le quote di mercato (market share), il fatturato e persino la profittabilità di nuovi prodotti/servizi o di varianti di prodotti/servizi già esistenti.

### Progetto di un'analisi congiunta
Un prodotto o un servizio possono essere descritti in termini di un numero di attributi. Per esempio un televisore può avere come attributi la grandezza dello schermo, tipo di schermo, la definizione, il peso, la marca, il prezzo e così via. Ciascun attributo può essere suddiviso in un certo numero di livelli. Per esempio i livelli del tipo di schermo possono essere CRT, LCD o Plasma.
Ai partecipanti dell'indagine a campione vengono sottoposti un set di descrizione di prodotti o prototipi o immagini creati in base alla combinazione dei livelli degli attributi considerati e richiesto di ordinare per preferenza o assegnare un voto ai prodotti stessi. Ciascuna scelta vedrà proposti dei prodotti abbastanza simili da sembrare quasi equivalenti, ma con alcune differenze decisive per determinare una preferenza. Ciascun prodotto sarà composto da un'unica combinazione di caratteristiche di prodotto. I dati possono essere ordini di preferenza individuali, voti o esiti di scelte tra alternative di prodotto.
Al crescere del numero di combinazioni di attributi e livelli presentati cresce in modo esponenziale il numero di profili potenziali. Di conseguenza viene solitamente utilizzato un disegno fattoriale frazionale per ridurre il numero di profili che devono essere valutati, tenendo comunque presente che i dati siano sufficientemente consistenti per condurre le relative analisi statistiche. Il risultato è un set di profili accuratamente scelto per non creare troppa fatica nei rispondenti e non costringerli a compiti troppo difficili, ma al contempo sufficienti per le analisi successive.

### Tipologie di analisi congiunte
Inizialmente si svolgevano prevalentemente analisi conosciute come full profile o a profilo completo. In questo caso viene identificato un set ridotto di attributi (4-5 al massimo) e creati dei profili che vengono sottoposti ai rispondenti, spesso tramite dei cartellini. Le interviste individuali vengono svolte chiedendo di ordinare dal prodotto/servizio preferito al meno preferito oppure di assegnare un voto a ciascun profilo. Tramite l'analisi di regressione vengono successivamente calcolate le utilità (o utility) implicite per ciascun rispondente.
Due sono le criticità di questo tipo di procedimento:
1. il numero di attributi è molto limitato, dato che aumentandolo il compito dei rispondenti diviene troppo complicato. L'alternativa principale è quella di condurre indagini tramite modelli conosciuti come Adaptive Conjoint Analysis (il software di Sawtooth è quello che solitamente viene utilizzato), permettendo, tramite la proposizione alternata a cura del computer, di aumentare il numero dei profili da presentare.
2. la situazione in cui condurre le scelte non è realistica. Nella vita reale infatti la scelta di solito avviene tra alternative contemporaneamente disponibili al rispondente. Jordan Louviere ha quindi introdotto per primo modelli basati sulla scelta, ovvero i cosiddetti choice-based conjoint e discrete choice analysis.

### Il processo
I punti fondamentali sono:
- scegli le caratteristiche del prodotto da testare;
- mostra ad un campione di potenziali consumatori le combinazioni tra le caratteristiche del prodotto;
- i potenziali consumatori classificano, votano o scelgono tra le combinazioni;
- inserisci i dati di un campione rappresentativo di potenziali consumatori in un software statistico e scegli la procedura di analisi congiunta. Il software produrrà funzioni di utilità per ognuna delle caratteristiche;
- incorpora le caratteristiche preferite in un nuovo prodotto o campagna pubblicitaria.

#### Raccolta delle informazioni
I dati per l'analisi congiunta vengono generalmente raccolti tramite una ricerca di mercato, anche se possono essere desunti tramite specifici applicativi conosciuti con il nome di configurator oppure, infine, tramite disegni sperimentali opportunamente studiati all'interno di test di mercato (market test).

#### Organizzazione delle informazioni
Il campione ha visto un set di prodotti, prototipi, modelli o immagini.
Gli esempi devono essere:
- abbastanza simili cosicché il consumatore li veda come alternative, ma abbastanza diversi da potergli permettere una chiara preferenza;
- composti da un'unica combinazione di caratteristiche.

I dati possono consistere in:
- voti individuali;
- ordinamenti in base al voto;
- preferenze tra combinazioni alternative;

### Analisi
Ci sono molti algoritmi che possono essere utilizzati per stimare le funzioni di utilità. I metodi tradizionali sono quelli dell'analisi della varianza monotonica o tecniche di regressione lineare, ma questi approcci, seppure correntemente utililizzati, sono stati affiancati da altri. Molto popolari sono oggi le tecniche di regressione logistica, magari affiancate da modelli gerarchici bayesiani (Hierarchical Bayesian), tecniche che lavorano sui dati raccolti da esercizi basati sulla scelta tra alternative (in questo caso si parla spesso di DCM - Discrete Choice Modeling). Queste funzioni di utilità stimano il valore percepito delle caratteristiche e il livello di sensibilità delle percezioni e delle preferenze dei consumatori rispetto ai cambiamenti dei livelli degli attributi dei prodotti/servizi. 

### Vantaggi
- È possibile usare oggetti reali, quali prototipi o campioni di prodotto
- sono misurabili le preferenze a livello individuale.
- stima delle soglie di scelta psicologiche che si creano nei consumatori quando valutano molti attributi contemporaneamente

### Svantaggi
- possono essere utilizzati solo un numero limitato di attributi, dato che il numero di combinazioni cresce in modo esponenziale al crescere degli attributi sottoposti ad indagine
- la fase di raccolta delle informazioni è complessa;
- è difficile l'uso per ricerche di posizionamento del prodotto perché non ci sono procedure per convertire le percezioni circa le caratteristiche attuali in percezioni su un ridotto set di caratteristiche di fondo;
- i partecipanti hanno difficoltà ad esprimere atteggiamenti nei confronti di nuove categorie o attributi;
- il modello di funzione di utilità sotteso all'analisi congiunta prevede che gli attributi (fattori) siano indipendenti in senso statistico.

## Sanità
Tecniche di analisi congiunta vengono utilizzate anche nell'ambito della sanità. Le case farmaceutiche hanno bisogno di informazioni sempre più approfondite su cui basarsi per identificare le opportunità di mercato migliori e prendere le decisioni che conducano a risultati economici più profittevoli. Possono quindi ottenere enormi benefici dalla comprensione delle preferenze e delle opinioni dei medici, dato che sono questi ultimi le figure chiave nella prescrizione dei trattamenti farmacologici. Di conseguenza, i progetti di ricerca basati sulla conjoint analysis rappresentano un ottimo strumento per le case farmaceutiche nello sviluppo di nuovi farmaci, e se svolti in modo professionale possono anche permettere di stimare le vendite e le quote di mercato di un farmaco.
Allo stato attuale, i ricercatori del settore marketing farmaceutico hanno usato tutti i tipi di modelli di analisi congiunta (ovvero full profile, partial/incomplete profile), di progetto (ovvero full factorial design, fractional factorial design, resolution III design, ecc), approcci di valutazione (ovvero classifiche, voti, scelta da un set, comparazione a coppie) disponibili nella letteratura statistica.

### Modello di conjoint ad allocazione di punteggi
I modelli precedenti si dimostrano adeguati quando le valutazioni dei rispondenti sono rivolte a prodotti o servizi che devono essere usati dagli stessi rispondenti (FMCG, beni durevoli, prodotti finanziari, ecc.). Comunque, in alcuni progetti, i rispondenti devono fornire valutazioni per prodotti o servizi che dovranno essere utilizzati successivamente da gruppi di persone, come ad esempio nel caso dei medici e dei loro pazienti. Ad essi è quindi richiesto di esprimere le loro preferenze per un prodotto nuovo o esistente oppure per un trattamento medico che successivamente troverà applicazione presso il pubblico di riferimento. 
I ricercatori del settore farmaceutico desiderano comprendere che cosa faranno i medici per un certo numero di pazienti. Più precisamente, sono interessati a capire il grado di preferenza per un nuovo trattamento e a stimare nel modo più preciso possibile la quota di preferenza relativa che può condurre a stimare in ultima analisi la quota di mercato per il trattamento in esame. Di conseguenza, un modello ad allocazione di punteggi sembra essere uno strumento appropriato per questo tipologia di indagine di mercato. In sostanza si tratta di sottoporre ai medici diversi profili di trattamento contemporaneamente, con, accanto a quelli in commercio, il nuovo trattamento (task di allocazione). Ai medici viene quindi chiesto di assegnare un punteggio a ciascun trattamento della sessione di allocazione. Più precisamente, in questa sessione viene chiesto loro di pensare ai prossimi 100 pazienti affetti da una certa patologia e di indicare il numero di prescrizioni che loro farebbero per ciascun trattamento descritto nella sessione. La somma delle prescrizioni può arrivare a 100 o superarla, nel caso in cui sia possibile prescrivere più di un farmaco quale terapia.
L'approccio di conjoint ad allocazione di punteggi si rivela particolarmente adatto in queste situazioni, in quanto consente di raggiungere una comprensione approfondita delle relazioni tra i trattamenti presenti sul mercato per una certa patologia e le diverse definizioni di prodotto per quello da immettere sul mercato.

### Sanità
- Chakraborty, G., R., Ettenson, & G., Gaeth. 1994. How consumers choose health insurance, Journal of Health Care Marketing, 14, 21 – 23.
- Scottish Office Department of Health. 1992. The patient's charter: what users think. Tech. rept. HMSO, Edinburgh.
- Sculpher, M., Bryan, S., Fry, P., DeWinter, P., Payne, H., & Emberton, M. 2004. Patients' preferences for the management of non-metastatic prostate cancer: discrete choice experiment. British Medical Journal, 328, 382 – 385.

| Controllo di autorità | LCCN (EN) sh94001705 · GND (DE) 4213629-5 · J9U (EN, HE) 987007566049705171 |